# Graciella albomaculata
Graciella albomaculata är en skalbaggsart som först beskrevs av Stefan von Breuning 1952.  Graciella albomaculata ingår i släktet Graciella och familjen långhorningar. Inga underarter finns listade i Catalogue of Life.